# Чжэньфэн
Чжэньфэ́н (кит. упр. 晴隆, пиньинь Zhēnfēng) — уезд Цяньсинань-Буи-Мяоского автономного округа провинции Гуйчжоу (КНР).

## История
Во времена империи Цин в 1666 году была создана Силунская область (西隆州), власти которой размещались на территории современного Гуанси-Чжуанского автономного района. В 1727 году в провинции Гуйчжоу была создана Наньлунская управа (南笼府), и часть области, лежащая севернее реки Хуншуйцзян, была выделена в отдельную Юнфэнскую область (永丰州) и подчинена новой управе. В 1797 году на подвластной управе территории произошло восстание. После его подавления Наньлунская управа была переименована в Синъискую управу (兴义府), а Юнфэнская область — в Чжэньфэнскую область (贞丰州). После Синьхайской революции в Китае была проведена реформа структуры административного деления, в ходе которой области и управы были упразднены, и поэтому в 1913 году на месте Чжэньфэнской области были созданы уезды Чжэньфэн и Цэхэн.
В 1940 году юго-восточная часть уезда была передана в состав нового уезда Ванмо.
После вхождения этих мест в состав КНР в 1950 году был создан Специальный район Синжэнь (兴仁专区), и уезд вошёл в его состав. В декабре 1952 года власти специального района переехали из уезда Синжэнь в уезд Синъи, и Специальный район Синжэнь был переименован в Специальный район Синъи (兴义专区). В апреле 1956 года уезд был передан в состав Специального района Дуюнь (都匀专区), в августе того же года преобразованного в Цяньнань-Буи-Мяоский автономный округ. В 1958 году уезд был присоединён к уезду Синжэнь Специального района Аньшунь (安顺专区), но в 1961 году воссоздан, вновь войдя в состав Цяньнань-Буи-Мяоского автономного округа.
13 января 1965 года уезд Чжэньфэн был преобразован в Чжэньфэн-Буи-Мяоский автономный уезд.
В июле 1965 года Специальный район Синъи был воссоздан, и автономный уезд вернулся в его состав. В 1970 году Специальный район Синъи был переименован в Округ Синъи (兴义地区).
Постановлением Госсовета КНР от 21 сентября 1981 года Округ Синъи был преобразован в Цяньсинань-Буи-Мяоский автономный округ; автономный уезд был при этом преобразован в обычный уезд.

## Административное деление
Уезд делится на 2 уличных комитета, 8 посёлков и 4 волости.